# Космічний політ у фантастиці
Космічний політ (космічна подорож) — одна з класичних тем наукової фантастики.

## Космічні подорожі у дофантастичній літературі
Так подорож на Місяць стає темою таких творів — попередників наукової фантастики, як «Інший світ» Сірано де Бержерака та «Людина на Місяці» Френсіса Годвіна. У цих творах ще не розрізняються ідеї космічного польоту та польоту в атмосфері.
Свого роду підсумком ранньої «місячної» літератури є новела Едгара По «Дивовижна пригода Ганса Пфааля» в якій оповідь про подорож на Місяць на повітряній кулі супроводжується коментарем, який пояснює, чому така оповідь може бути лише містифікацією.
У сучасній фантастиці ідею міжпланетного перельоту на повітряній кулі обіграв Боб Шоу в дилогії «Астронавти в лахмітті». Щоб зробити таку подорож правдоподібною, він описав подвійну планету, яка має спільну атмосферу.

## У ранній науковій фантастиці
Вже засобами наукової фантастики ідею польоту на Місяць продовжили Жуль Верн («Із Землі на Місяць», 1865) і Герберт Веллс («Перші люди на Місяці», 1901).
У радянській фантастиці першовідкривачем теми став Ціолковський, чию повість «Поза Землею» вперше частково опубліковано 1918 року. Вершина радянської космічної фантастики 1920 років — опублікований у 1922—1923 роках роман «Аеліта» Олексія Толстого, хоча подібні сюжети зустрічаються і в інших авторів того часу, таких, як Віктор Гончаров (дилогія 1924 року «Психомашина»), Олександр Ярославський («Аргонавти всесвіту» (рос. Аргонавты вселенной), 1926), Валерій Язвицький («Подорож на Місяць і Марс» (рос. Путешествие на Луну и Марс), 1928) тощо. До теми міжпланетних подорожей у оповіданні «Місячна бомба» (рос. Лунная бомба) звернувся й Андрій Платонов. 1935 року видано науково-фантастичний роман українського радянського письменника Володимира Владка, де описано пригоди космонавтів під час їхньої подорожі на Венеру.
На заході в 1930-ті роки виник жанр космічної опери, який експлуатує ідею настання в майбутньому, після того, як міжзоряні польоти стануть доступними, космічної ери. У творах, які належать до космічної опери раннього періоду, космос, як правило, служив лише незвичайним антуражем, у який зазвичай переносили реалії, характерні для морських пригод.
На цьому тлі виділяються такі твори, що належать до жорсткої наукової фантастики, як «Ракетний корабель «Галілео»» Гайнлайна (1947) та «Прелюдія до космосу» Артура Кларка (1951). У 1960-х роках, коли польоти в космос стали реальністю, відбувається масове звернення фантастів до більш реалістичного опису космічних кораблів та польотів у космос.